# Dacnophylla
Dacnophylla är ett släkte av skalbaggar. Dacnophylla ingår i familjen vivlar.
Kladogram enligt Catalogue of Life:
| Dacnophylla | \| \| Dacnophylla setosa \| \| \| \| \| \| Dacnophylla sparsa \| \| \| \| \| \| Dacnophylla variegata \| \| \| \| |
|             | \| \| Dacnophylla setosa \| \| \| \| \| \| Dacnophylla sparsa \| \| \| \| \| \| Dacnophylla variegata \| \| \| \| |
|             | Dacnophylla setosa                                                                                                |
|             | |
|             | Dacnophylla sparsa                                                                                                |
|             | |
|             | Dacnophylla variegata                                                                                             |
|             | |